# 花木町
花木町（はなのきちょう）は、鹿児島県薩摩川内市の町。旧川内市花木町。郵便番号は895-0064。人口は374人、世帯数は209世帯（2020年10月1日現在）。花木町の全域で住居表示を実施している。

## 地理
薩摩川内市の西部、川内川の下流域に位置している。字域の北方から西方にかけては宮内町、南方には川内川を挟んで西開聞町及び東開聞町、東方には若葉町、大王町がそれぞれ接している。
字域は南北に細長く、北部は薩摩川内市立川内北中学校の敷地で多くを占められている。
南部には鹿児島家庭裁判所川内支部、鹿児島地方裁判所川内支部、川内簡易裁判所がある。また、字域の北端部には鹿児島県道44号京泊大小路線が東西に通り、西端には薩摩川内市道向田高城線が南北に通り、南端部に流れる川内川を開戸橋で跨ぎ、対岸の西向田町と結んでいる。

### 河川
- 川内川

### 町名の由来
花木町という町名は町域設置前の宮内町の小字「花木」に由来している。

## 歴史
1965年（昭和40年）4月1日に宮内町の一部の区域において住居表示に関する法律に基づき街区方式による住居表示が実施されることとなった。それに伴い同日付で町名・地番の変更が行われ川内市宮内町の区域の一部より川内市の町名「花木町」として設置された。
2004年（平成16年）10月12日に川内市、東郷町、入来町、祁答院町、樋脇町、下甑村、上甑村、鹿島村、里村が新設合併し薩摩川内市が設置された。この市町村合併に伴い設置された法定合併協議会において川内市の町・字については「現行通りとする。」と協定されたため、名称の変更は行われずに薩摩川内市の町となった。

### 町域の変遷
| 変更後         | 変更年             | 変更前         |
| -------------- | ------------------ | -------------- |
| 花木町（新設） | 1965年（昭和40年） | 宮内町（一部） |

## 人口
以下の表は国勢調査による小地域集計が開始された1995年以降の人口の推移である。
| 年                 | 人口 |
| ------------------ | ---- |
| 1995年（平成7年）  | 454  |
| 2000年（平成12年） | 422  |
| 2005年（平成17年） | 432  |
| 2010年（平成22年） | 412  |
| 2015年（平成27年） | 329  |
| 2020年（令和2年）  | 374  |

## 施設

### 司法
- 鹿児島地方裁判所川内支部[17]
- 鹿児島家庭裁判所川内支部[17]
- 川内簡易裁判所[17]

### 教育
- 薩摩川内市立川内北中学校[18]

## 小・中学校の学区
市立小・中学校の学区（校区）は以下の通りである。
| 町丁   | 番地 | 小学校                 | 中学校                   |
| ------ | ---- | ---------------------- | ------------------------ |
| 花木町 | 全域 | 薩摩川内市立亀山小学校 | 薩摩川内市立川内北中学校 |

## 交通

### 道路
主要地方道
- 鹿児島県道44号京泊大小路線

市道
- 薩摩川内市道向田高城線